# Zwartgezichtslingeraap
De zwartgezichtslingeraap (Ateles chamek) of zwarte spinaap is een zoogdier uit de familie van de grijpstaartapen (Atelidae). De wetenschappelijke naam van de soort werd voor het eerst geldig gepubliceerd door Alexander von Humboldt in 1812.

## Kenmerken
Deze spinaap is herkenbaar aan de lange, zwarte vacht en gezichtshuid en de lange grijpstaart.  De lange, smalle handen bevatten geen duimen. De lichaamslengte bedraagt 40 tot 52 cm, de staartlengte 80 tot 88 cm en het gewicht 9,5 kg.

## Leefwijze
Zijn voedsel bestaat voornamelijk uit vruchten, bloemen, zachte bladen, keverlarven, termieten en honing. De dieren leven in grote, territoriaal ingestelde groepen in een territorium met een oppervlakte van 150 tot 230 hectare. Bij het foerageren verdeelt de groep zich in subgroepen van wisselende samenstelling. ’s Avonds komen ze weer bijeen, wat met veel begroetingsgeluiden gepaard gaat.

## Voortplanting
Als ze geslachtsrijp worden, voegen de vrouwtjes zich bij een andere groep. Na een draagtijd van 225 dagen wordt 1 jong geboren, dat na 16 weken op moeders rug klimt en na 18 maanden wordt gespeend. Jongen van vrouwtjes met een hoge plaats in de rangorde hebben meer kans te overleven, ook later als ze naar een andere troep verhuizen.

## Verspreiding
Deze soort komt voor in de tropische wouden van westelijk Zuid-Amerika, met name in Noordoost-Peru, van Bolivië tot Brazilië westelijk van Rio Juruá en zuidelijk van Rio Solimões.